# 伍潤泉
伍潤泉（英語：Thomas Ng Yun Chuen，1955年6月28日—），前香港無線電視、前香港亞洲電視的著名監製。他早年已開始過寄宿生活，被父母送到澳門入讀澳門培正小學，再重返香港生活，並在1967年畢業於慈幼學校（同屆校友尚有商人劉鑾鴻），1972年畢業於慈幼英文學校中五年級。他後來畢業於香港電視廣播有限公司第三期藝員訓練班。伍潤泉現時擔任香港超級聯賽球隊飛馬領隊。

## 監製列表

### 電視劇(無綫電視)
- 1981年：龍虎雙霸天、佛山贊先生
- 1982年：孤城客、蘇乞兒、錯結良緣
- 1984年：天師執位、家有嬌妻
- 1985年：鼓舞、後生可畏、六指琴魔
- 1986年：神勇CID、赤腳紳士
- 1987年：鄭成功
- 1988年：絕代雙驕、狂龍
- 1989年：俠客行、繭

### 電視劇(亞洲電視)
- 1989年：司機大佬
- 1990年：街市忍者、富貴冤家

## 編導列表

### 電視劇（佳藝電視）
- 1977年：《紅樓夢》（導播）

### 電視劇(無綫電視)
- 1979年：絕代雙驕